# Chi Cỏ ngô
Chi Cỏ ngô là một nhóm các loài cỏ lớn với danh pháp khoa học Zea, được tìm thấy tại México, Guatemala và Nicaragua. Các loài trong chi Zea bị ấu trùng của một số loài côn trùng trong bộ Cánh vẩy (Lepidoptera) phá hại, như Spodoptera frugiperda; Helicoverpa zea; Diatraea và Chilo spp. (tại châu Mỹ); còn tại Cựu thế giới là Gymnoscelis rufifasciata, Agrotis clavis, Agrotis exclamationis, Hypercompe indecisa, Apamea sordens, Xestia c-nigrum, Agrotis segetum, Ostrinia nubilalis v.v.

## Các loài
- Zea diploperennis
- Zea luxurians
- Zea mays
  - Zea mays huehuetenangensis
  - Zea mays mays (ngô)
  - Zea mays mexicana
  - Zea mays parviglumis
- Zea nicaraguensis
- Zea perennis

## Tiến hóa của ngô
Cỏ ngô là thành phần cực kỳ quan trọng trong quá trình tiến hóa của ngô, nhưng các quan điểm về quá trình này lại rất khác nhau. Theo một mô hình tiến hóa thì ngô đã phát triển lên trực tiếp từ Zea mays parviglumis bằng chọn lựa với các đột biến quan trọng; tới 12% thành phần bộ gen của nó có từ Zea mays mexicana thông qua trao đổi gen. Mô hình khác lại cho rằng ngô dại với các tai nhỏ đã được thuần hóa, và sau khi được phát tán từ miền đông Trung Mexico, dạng lai ghép giữa ngô dại này với Z. luxurians hoặc Z. diploperennis đã tạo ra sự bùng nổ lớn trong sự đa dạng gen của ngô, hình thái tai và lõi, khả năng thích nghi với các môi trường sống mới, cũng như năng suất cây trồng được gia tăng. Mô hình thứ ba cho rằng ngô nguyên thủy là kết quả lai ghép chéo giữa Z. diploperennis và các loài cỏ trong chi Tripsacum; nhưng hỗ trợ cho giả thuyết này là rất ít.

## Đặc trưng
Trong chi này hiện tại người ta công nhận 5 loài cỏ ngô: Zea diploperennis, Zea luxurians, Zea nicaraguensis, Zea perennis và Zea mays. Loài cuối cùng này được chia tiếp thành 4 phân loài là: huehuetenangensis, mexicana, parviglumis và mays, trong đó ba phân loài đầu là cỏ ngô, còn phân loài cuối cùng là ngô, loại cây duy nhất trong chi này được con người gieo trồng làm lương thực hay thức ăn cho gia súc. Chi này đôi khi cũng được chia ra thành hai nhánh (sectio), là nhánh Luxuriantes, bao gồm 4 loài đầu tiên, và nhánh Zea với loài duy nhất là Zea mays. Nhánh thứ nhất có đặc trưng là các chỗ phồng sẫm màu cấu thành từ heterochromatin ở cuối ở mỗi nhánh nhiễm sắc thể, trong khi phần lớn các phân loài của nhánh Zea có thể có 0-3 chỗ phồng giữa mỗi đoạn cuối của nhiễm sắc thể và trung đoạn và rất ít chỗ phồng ở cuối (ngoại trừ phân loài huehuetenangensis có nhiều chỗ phồng lớn ở cuối).
Các loài trong chi này có thể là cây một năm lẫn cây lâu năm. Zea diploperennis và Z. perennis là cây lâu năm, trong khi các loài còn lại là cây một năm. Gần như tất cả các loài đều là lưỡng bội (n=10) với ngoại lệ là Z. perennis (tứ bội (n=20)). Các loài và phân loài cỏ ngô có thể dễ dàng phân biệt dựa trên các khác biệt về hình thái, di truyền học tế bào, protein và DNA cũng như trên cơ sở nguồn gốc địa lý, cho dù hai loài lâu năm là cùng khu vực phân bổ và khá giống nhau. Phân loài cỏ ngô khó xử nhất là Zea mays huehuetenangensis, kết hợp các đặc trưng hình thái tương tự như của Zea mays parviglumis với nhiều chỗ phồng cuối của nhiễm sắc thể và vị trí trung gian giữa hai nhánh. Phân loài cỏ ngô khác biệt nhất về hình thái và bị đe dọa nhiều nhất là Zea mays nicaraguensis, chỉ phát triển trong điều kiện ngập lụt dọc theo 200 mét cửa một con sông nhỏ ở tây bắc Nicaragua.
Như từ tên gọi có thể thấy, các loài/phân loài cỏ ngô tương tự như ngô ở nhiều điểm, đáng chú ý nhất là hình thái của cờ (cụm hoa đực) của chúng. Điểm khác biệt đáng chú ý nhất giữa cỏ ngô và ngô là chúng có nhiều nhánh, mỗi nhánh mang các chùm hoa cái nhỏ và khác biệt. Mỗi chùm hoa này khi phát triển thuần thục sẽ tạo ra một 'tai' hai cấp gồm 5-10 đoạn rời hình tam giác hay hình thang, màu đen hay nâu, mỗi đoạn chứa một hạt. Mỗi hạt được che phủ bằng lớp vỏ quả rất cứng, bao gồm một quả đấu hay chỗ lõm xuống trong cuống và mày thấp và cứng. Lớp vỏ này bảo vệ hạt không bị tiêu hóa trong ruột của các loài động vật nhai lại và giúp cho việc phát tán hạt khi chúng bị thải ra theo phân. Hạt cỏ ngô khó nảy mầm nhưng sẽ nhanh chóng nảy mầm nếu được xử lý bằng dung dịch loãng của perôxít hiđrô.
Tất cả các loài cỏ ngô Nicaragua có thể mọc trong hay rất gần với các cánh đồng trồng ngô, tạo cơ hội cho việc lai tạp giữa ngô và cỏ ngô. Các thế hệ lai ghép đầu-cuối hay dược tìm thấy trong các đồng ngô này, nhưng tỷ lệ trao đổi gen là khá thấp. Một vài quần thể Zea mays mexicana có hình dáng bề ngoài giống như ngô trong các cánh đồng trồng ngô, có lẽ là kết quả của quá trình tiến hóa dưới áp lực từ việc diệt cỏ dại có chọn lọc từ phía người nông dân. Tại một vài khu vực thuộc México, cỏ ngô bị các nông dân chuyên trồng ngô coi là một loại cỏ dại khó tiêu diệt, trong khi tại một số khu vực khác thì người ta lại coi chúng như là cây đồng hành có ích, và khuyến khích việc chuyển gen từ cỏ ngô sang ngô của họ.
Trên thực tế tất cả các quần thể cỏ ngô hiện đang ở tình trạng bị đe dọa hay nguy cấp: Zea diploperennis tồn tại trong khu vực chỉ vài dặm vuông; Zea nicaraguensis hiện còn khoảng 6.000 cây trong khu vực 200 x 150 mét. Trong những năm gần đây, chính quyền Mexico và Nicaragua đã có một số hành động nhằm bảo vệ các quần thể cỏ ngô hoang dã, bằng cách sử dụng các phương pháp bảo tồn in situ (tại chỗ) và ex situ (không tại chỗ). Hiện tại, có một lượng lớn sự chú ý, quan tâm từ giới khoa học đối với các đặc trưng có ích của cỏ ngô, như khả năng kháng côn trùng, khả năng sống lâu năm và chịu ngập lụt, nhằm cải tạo các giống ngô, mặc dù điều này là cực kỳ khó khăn do nó cũng kèm theo các đặc trưng có hại của cỏ ngô. 